# Allen (Kentucky)
Pour les articles homonymes, voir Allen.
Allen est une ville américaine située dans le comté de Floyd dans l’État du Kentucky. En 2010, sa population était de 193 habitants.